# Cleora papillifer
Cleora papillifer là một loài bướm đêm trong họ Geometridae.